# Václav David
Václav David (23. září 1910 Studený – 5. ledna 1996) byl český a československý politik Komunistické strany Československa, poslanec Prozatímního a Ústavodárného Národního shromáždění, Národního shromáždění ČSR a ČSSR a Sněmovny lidu Federálního shromáždění; v 50. a 60. letech ministr zahraničních věcí Československa. Patřil mezi nejdéle úřadující politiky komunistické éry. Prosazoval stalinistické metody a vliv cizí státní moci na československém území. Na konci kariéry byl odměňován reprezentativními funkcemi.

## Biografie
V roce 1929 absolvoval obchodní akademii a poté pracoval v ČKD jako mzdový účetní. Od roku 1929 se angažoval v komunistickém mládežnickém hnutí Komsomol. Od roku 1935 byl členem KSČ. V letech 1934–1939 působil jako tajemník Svazu přátel Sovětského svazu a redigoval časopis Svět sovětů.
V letech 1944–1945 byl členem IV. prozatímního ilegálního vedení KSČ, kde měl na starosti zajišťování vojenských úkolů a ochranu strany. V dubnu 1945 byl členem České národní rady jako revolučního orgánu na konci nacistické vlády a byl členem její vojenské komise během pražského povstání. V letech 1945–1948 byl členem předsednictva Ústředního výboru KSČ a v letech 1951–1953 tajemníkem ÚV KSČ. Dlouhodobě se angažoval ve Svazu československo-sovětského přátelství, kde měl v letech 1953–1972 funkci místopředsedy a v letech následujících až do roku 1987 předsedy.
4. června 1945 byl kooptován do Ústředního výboru Komunistické strany Československa. V této funkci ho potvrdil i VIII. sjezd KSČ, IX. sjezd KSČ, X. sjezd KSČ, XI. sjezd KSČ, XII. sjezd KSČ, XIII. sjezd KSČ, XIV. sjezd KSČ, XVI. sjezd KSČ a XVII. sjezd KSČ. Od března 1946 do června 1954 (vesměs v době nejdrsnějšího porušování základních práv, ničení rodin a životů) byl členem Předsednictva ÚV KSČ, od dubna 1946 do dubna 1948 i členem Sekretariátu ÚV KSČ (od září 1951 do ledna 1952 zastával funkci člena Organizačního sekretariátu ÚV KSČ). V září 1951 se stal tajemníkem ÚV KSČ a zůstal jím do ledna 1952.
Po několik desítek let zasedal nepřetržitě v nejvyšších zákonodárných sborech Československa. V letech 1945–1946 byl poslancem Prozatímního Národního shromáždění za KSČ. Poslancem byl do parlamentních voleb v roce 1946. Po nich se stal poslancem Ústavodárného Národního shromáždění. Po volbách do Národního shromáždění roku 1948 se stal poslancem Národního shromáždění a zde pak zasedal až do roku 1968 (od roku 1960 pod názvem Národní shromáždění Československé socialistické republiky). Byl zvolen ve volbách v roce 1954, volbách v roce 1960 i volbách v roce 1964. Po federalizaci Československa usedl roku 1969 do Sněmovny lidu Federálního shromáždění a mandát získal i ve volbách v roce 1971, volbách v roce 1976, volbách v roce 1981 a volbách v roce 1986. V letech 1971–1986 působil navíc jako předseda Sněmovny lidu Federálního shromáždění. Jeho mandát zanikl až 12. ledna 1990 v rámci výměny složení zastupitelských sborů po sametové revoluci (takzvaná kooptace).
Zastával i významné vládní posty. V letech 1953–1968 byl ministrem zahraničních věcí Československa. Z této funkce odešel až během pražského jara. V srpnu téhož roku přivítal invazi vojsk Varšavské smlouvy do Československa a pak se stal v letech 1969–1971 velvyslancem v Bulharsku.
Jako vrcholný a dlouholetý exponent komunistického režimu byl mnohokrát vyznamenán v Československu i v zahraničí. V roce 1955 mu byl udělen Řád republiky, roku 1960 a znovu roku 1980 Řád Klementa Gottwalda a roku 1973 získal Řád Vítězného února.

## Vyznamenání
- druhý Československý válečný kříž 1939, 1945.[10]

- Československá medaile za zásluhy I. stupně, 1946, dvakrát
- Řád 25. února, 1949
- Albánský řád Svobody, 1950
- Řád státního praporu KLDR, I. stupně, 1955
- Řád republiky, 1955
- Merité combatant, francouzský řád, 1957
- syrský řád Za zásluhy, 1957
- Za zásluhy 10 let Lidových milicí, 1958
- etiopský řád Manelika II., 1959
- Řád Klementa Gottwalda – za budování socialistické vlasti, 1960, 1980
- Nejvyšší řád kambodžské republiky, 1960
- Řád hvězdy Indonéské republiky, III. třídy, 1961
- Řád Vítězného února, 1973